# Bel Air
För andra betydelser, se Bel Air (olika betydelser).

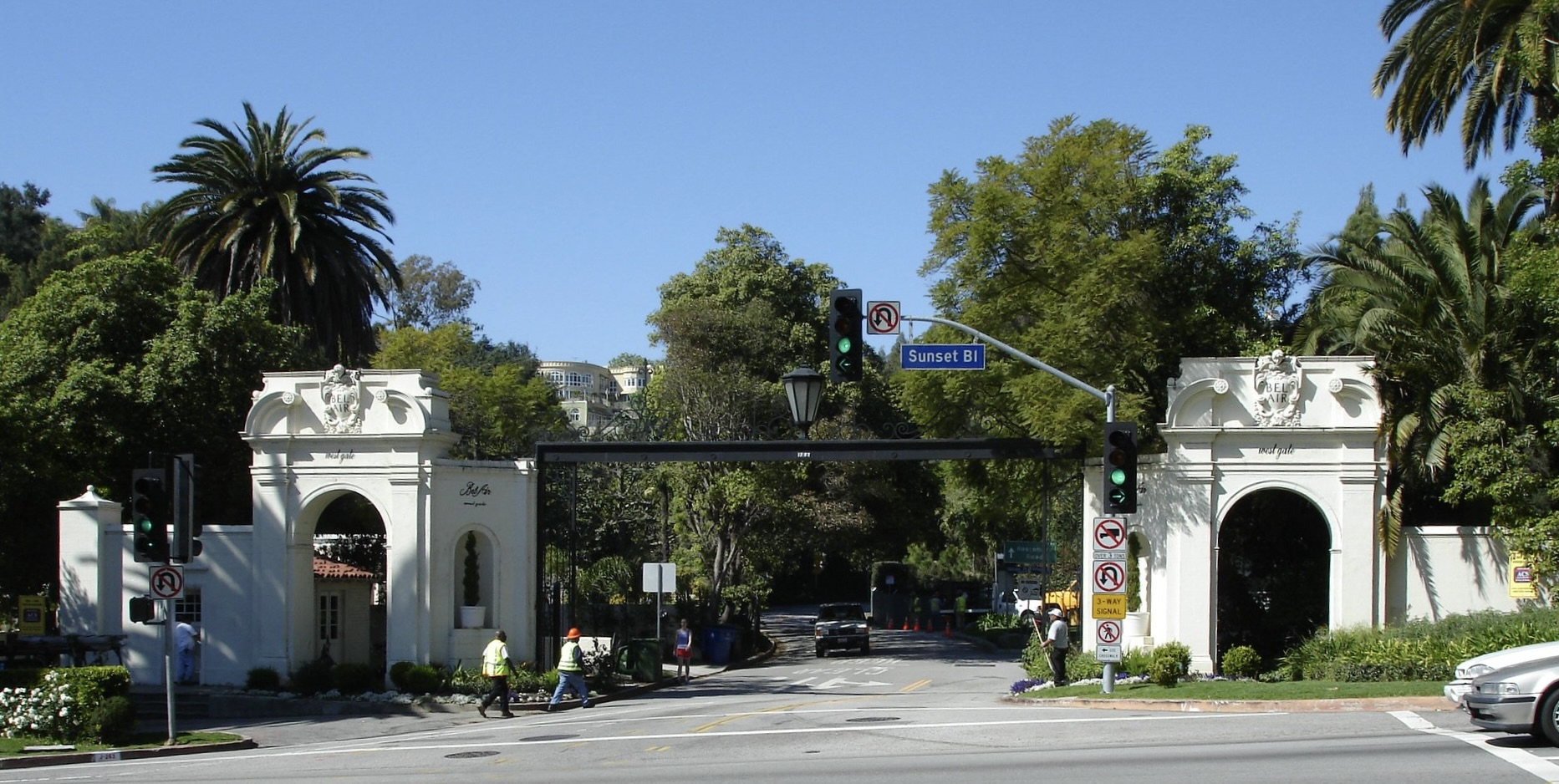
Bel Air West Gate, den västra entréportalen till Bel Air, belägen där Bellagio Road möter Sunset Boulevard.

Bel Air, även stavat Bel-Air med bindestreck, är en stadsdel i västra Los Angeles. Stadsdelen är Los Angeles mest förmögna, räknat efter per capita-inkomst. Bland de boende finns till exempel många filmstjärnor, musikstjärnor och toppar inom näringslivet.
Bel Airs södra gräns utgörs av långsträckta Sunset Boulevard som löper från centrala Los Angeles i öster ända till Stilla havets kust i väster. Söder om Sunset Boulevard ligger University of Californias (UCLA) vidsträckta campus. I norr gränsar Bel Air mot Sherman Oaks, i öster mot Beverly Hills, i söder mot Westwood och Holmby Hills och i väster mot Brentwood och Pacific Palisades.

## Bakgrund
Fram till 1920-talet var Bel Air ett lantligt område med rancher och betesmark för boskap. Det utvecklades då av Alphonzo E. Bell, Jr. till bostadsområde. Bel Air är uppkallat efter Bell, men namnet står också för "skön, frisk luft", ett sätt att i början locka bosättare från det mer tätbefolkade Los Angeles. 
Bel Air är mycket kuperat då området är beläget utmed Santa Monica Mountains sydsluttningar, med vindlande gator längs kullarna. De största tomterna, med de högsta bostadspriserna, återfinns i södra delen närmast Sunset Boulevard, medan tomterna generellt blir mindre längre norrut. Området har två huvudinfarter, Bel Air East Gate i öster där Bel Air Road möter Sunset Boulevard, och Bel Air West Gate i väster vid korsningen Bellagio Road och Sunset Boulevard. Båda dessa infarter pryds av ståtliga portaler. På Stone Canyon Road ligger exklusiva Bel Air Hotel (eller Hotel Bel-Air) som öppnade 1945.
Bel Air har fått en bilmodell, Chevrolet Bel Air, och en TV-serie, Fresh Prince i Bel Air, uppkallade efter sig. Det var också i Bel Air som tv-serien, med Will Smith i huvudrollen, utspelades.

## Kända personer som bor, eller har bott, i Bel Air
- Jennifer Aniston, skådespelare.
- Burt Bacharach, låtskrivare (658 Nimes Road).
- Lindsey Buckingham, sångare, musiker och låtskrivare, från Fleetwood Mac.
- Nicolas Cage, skådespelare (363 Copa de Oro Road, från år 1998 till 2006, köpte bostaden av Tom Jones).
- Johnny Carson, TV-underhållare (400 Saint Cloud Road).
- Wilt Chamberlain, basketspelare.
- Matt Damon, skådespelare.
- George Harrison, Musiker och sångare i Beatles. Bodde på 70 talet på Sellkirk Lane i Bel Aire.
- Clint Eastwood, skådespelare och filmregissör (Stradella Road).
- Britt Ekland, skådespelare (800 Stone Canyon Road).
- Larry Flynt, porrmogul (364 Saint Cloud Road).
- Mick Fleetwood, musiker och låtskrivare, från Fleetwood Mac (11 435 Bellagio Road, flyttade dit 1978 men bor ej längre där idag).
- Henry Fonda, skådespelare (10 744 Chalon Road, fram till sin död år 1982).
- Fresh Prince i Bel Air - dvs de fiktiva karaktärerna i familjen i TV-serien med samma namn, under seriens sändning från 1990 till 1996 (417 Amapola Lane).
- Zsa Zsa Gabor, skådespelerska och societetskvinna (Bel Air Road).
- Judy Garland, skådespelare och sångare (924 Bel Air Road).
- Alfred Hitchcock, filmregissör (10 957 Bellagio Road).
- Lee Iacocca, företagsledare och näringslivsprofil.
- Quincy Jones, musikproducent, låtskrivare och musiker.
- Tom Jones, sångare (363 Copa de Oro Road, från år 1974 till 1998, sålde bostaden till Nicolas Cage).
- Diane Keaton, skådespelare.
- Peggy Lee, sångerska.
- Jerry Lewis, skådespelare och komiker (322 Saint Cloud Road).
- Barry Manilow, sångare och låtskrivare (778 Tortuoso Way).
- Joni Mitchell, sångerska och låtskrivare.
- Elon Musk, entreprenör.
- Bob Newhart, komiker och skådespelare.
- Nancy Reagan, skådespelerska, presidenthustru (“first lady”) 1981–1989 (som sammanboende med Ronald Reagan; 668 Saint Cloud Road, från 1989 till sin död 2016).
- Ronald Reagan, skådespelare och politiker, president 1981–1989 (som sammanboende med Nancy Reagan; 668 Saint Cloud Road, från 1989 till sin död 2004).
- Lionel Richie, sångare (605 Funchal Road).
- Elizabeth Taylor, skådespelare (700 Nimes Road, från år 1982 till sin död 2011).
- Gene Wilder, skådespelare och manusförfattare.
- Brian Wilson, låtskrivare, musiker och sångare, från The Beach Boys.